# 미래의 악장
《미래의 악장》은 중국의 걸 그룹 SNH48의 열아홉 반째 EP이다. 타이틀 곡의 센터 포지션은 SNH48 팀SII 다이멍과 팀NII 이자아이가 맡았다.

## 수록 내용
| #  | 제목                                           | 작사   | 작곡           | 편곡  | 가창 유닛 | 재생 시간 |
| -- | ---------------------------------------------- | ------ | -------------- | ----- | --------- | --------- |
| 1. | 〈미래의 악장〉 (未来的乐章)                   | 甘世佳 | RICK NEGAN     |       |           |           |
| 2. | 〈Eyes on me〉                                 |        |                | BEJ48 |           |           |
| 3. | 〈포옹해결〉 (抱紧处理)                        | 吕孝廷 | 吕孝廷, 唐绍崴 | GNZ48 |           |           |
| 4. | 〈사랑의 암호〉 (恋爱密语)                     |        |                | SHY48 |           |           |
| 5. | 〈질주하는 미래〉 (奔跑的未来)                 |        |                | CKG48 |           |           |
| 6. | 〈나의 세상에는 네가 있기에〉 (我的世界还有你) |        |                | SNH48 |           |           |

## 선발 멤버

### 미래의 악장
(센터: 다이멍, 이자아이)
- 팀SII: 다이멍, 장윈, 모한
- 팀NII: 허샤오위, 셰니, 이자아이, 장이
- 팀HII : 페이친위안, 훙페이윈, 쑨전니, 완리나, 쉬양위줘, 장신
- 팀X : 리자오, 쑹신란, 왕샤오자, 양빙이, 장단싼

### Eyes on me
(센터: 후샤오후이)
- BEJ48 팀B : 천메이쥔, 후샤오후이, 톈수리, 옌밍쥔
- BEJ48 팀E : 리나, 리샹, 뤄쉐리, 마위링, 장샤오잉, 양이판
- BEJ48 팀J : 팡레이, 런신이, 왕위쉬안, 예먀오먀오, 양예, 장화이진

### 포옹해결
(센터: 류리페이)
- GNZ48 팀G : 천커, 천위치, 셰레이레이, 장충위
- GNZ48 팀NIII : 천신위, 펑자시, 류리페이, 류첸첸, 루징, 탕리자, 샤오원링, 슝신야오, 정단니, 쭤징위안
- GNZ48 팀Z : 왕중이, 왕쓰웨

### 사랑의 암호
(센터: 한자러)
- SHY48 팀SIII : 푸쯔치, 한자러, 젠루이징, 라이쯔시, 류나, 왕스멍, 양윈한, 자오자루이
- SHY48 팀HIII : 둥쓰자, 가오즈셴, 런위칭, 정제리

### 질주하는 미래
(센터: 란웨이)
- CKG48 팀C : 바이신위, 레이위샤오, 리언루이, 마오이한, 멍웨, 란웨이, 차오위전, 왕멍주, 왕위보, 우한치, 쭤신
- CKG48 팀K : 덩첸, 리위쉬안, 린수칭, 우징징, 우쉐위

### 나의 세상에는 네가 있기에
(센터: 모한)
- 팀SII: 모한
- 팀NII: 이자아이
- 팀HII : 셰니
- 팀X : 양빙이
- 팀XII : 페이친위안